# 岩野夏帆
岩野 夏帆（いわの かほ、1999年8月6日 - ）は、日本の水球選手。三重県員弁郡大安町（現・いなべ市）出身。2020東京オリンピックで水球女子日本代表に選出された。

## 経歴
5歳で水泳を始め、小学校1年生の時に兄が出場する水球大会を見て水球に関心を持ち、三重ウォーターポロスターズに加入する。暁中学校2年生の時にJOCジュニアオリンピックカップで3位となり、埼玉県の秀明英光高等学校からスカウトされた。三重に残って薬剤師になる夢を目指すか、水球の強豪校である秀明英光高校に進学するか迷った末、家族の後押しを受けて、秀明英光高校へ進学した。同校1年時に水球アジアジュニア選手権で初めて日本代表に選抜された。
高校卒業後は、系列の秀明大学に進学した。2019年夏季ユニバーシアードに出場し、6位に入賞した。2021年5月19日、東京オリンピック水球日本代表に選出された。同年7月24日に東京辰巳国際水泳場で開かれたアメリカ戦に出場、4対25で敗北した。岩野は日本代表が出場した4試合すべてに出場したが、日本代表は全敗で予選敗退した。
2022年3月24日、第77回国民体育大会（いちご一会とちぎ国体）に向けて、栃木県スポーツ専門員に認定され、同年4月1日に副知事の末永洋之から代表として認定証を受け取った。